# APEC Perú 2008
APEC Perú 2008 fue la  vigésima (XX) reunión anual del Foro de Cooperación Económica Asia-Pacífico (en inglés, Asia-Pacific Economic Cooperation, APEC) y decimosexta (XVI) de sus líderes, realizada entre el 21 y 23 de noviembre del 2008 en Lima.
Perú ha sido un miembro pleno de APEC desde 1998. Su participación comenzó en la Reunión de Ministros en noviembre de ese año en Malasia. La entrada de Perú en la Cooperación Económica Asia-Pacífico (APEC) se debe a los esfuerzos coordinados de los representantes del gobierno y de las comunidades empresarial y académica. Perú es el único miembro de la Comunidad Andina que es miembro de APEC. El intercambio comercial con las economías miembros de APEC se ha incrementado con el tiempo, y representa un porcentaje importante del comercio de Perú.

## Planificación
El encargado en organizar la Cumbre APEC 2008 fue el vicepresidente Luis Giampietri y los miembros de la comisión organizadora conformados por la ministra de Comercio Exterior y Turismo Mercedes Aráoz, el ministro de Eco
nomía y Finanzas Luis Valdivieso, y el ministro de Relaciones Exteriores García Belaunde.

## Expansión
Más miembros: Desde el 2004, Colombia y Ecuador han querido unirse al APEC cuando se lleve a cabo la cumbre en Perú, pero en la cumbre del APEC celebrada en Australia 2007, los líderes acordaron no permitir el ingreso de más miembros hasta el año 2010.
El siguiente concepto fue elegido como tema para el año de la Presidencia de Perú: "Un nuevo compromiso con la región de Asia-Pacífico de Desarrollo" 
- Ampliar la participación de otros actores en el proceso de construcción de la región de Asia-Pacífico comunidad, promoviendo la asociación entre los sectores público y privado (PPP), la inclusión de los representantes de la sociedad civil y la cooperación de las instituciones financieras internacionales (IFI).

- Fortalecer el enfoque de personal y el desarrollo económico, a fin de incluir un enfoque integral de las principales cuestiones que afectan a la región, tales como la seguridad energética, la seguridad personal, el cambio climático y el crecimiento económico sostenible.

## Tareas
La Comisión de Alto Nivel del APEC Perú 2008 fue creada por medio del Decreto Supremo N.° 013-2007-PCM, de fecha 17 de enero de 2007. Esta Comisión se encarga de la organización y logística de aplicación de todas las reuniones que tendrán lugar a lo largo de la APEC Perú 2008, en la que Perú será anfitrión de las reuniones de la Cooperación Económica Asia-Pacífico del Foro. 
Los miembros de esta Comisión son el Primer Vicepresidente de la República del Perú, quien le preside; el ministro de Relaciones Exteriores; el ministro de Comercio Exterior y Turismo y el ministro de Economía y Hacienda. 
La Comisión es apoyada por el director Ejecutivo, nombrado por Resolución Suprema N. º 098-2007-RE, de fecha 29 de marzo de 2007. Este director está a cargo de la Taskforce, y es responsable de la coordinación y supervisión del apoyo logístico: provisión de lugares de reunión, el personal, el alojamiento, las delegaciones de los servicios, protocolo, medios de comunicación, las instalaciones, y otros de apoyo conexos. 
La Comisión Ejecutiva Nacional (CEN), creada por Decreto Supremo N. ° 175-2004-RE de fecha 25 de mayo de 2004, y presidida por el viceministro de Relaciones Exteriores, se encarga de evaluar el contenido y los objetivos del Plan de Acción preliminar para preparar APEC Perú 2008. Es responsable de la agenda temática, el establecimiento de prioridades para este año, así como la determinación de objetivos y metas para ese año. 
Además el Ministerio de Relaciones Exteriores y otros miembros de la Comisión Ejecutiva Nacional deben incluir a todos los sectores que participan en las diferentes reuniones de APEC, haciendo grupos de trabajo, comités, o reuniones ministeriales. 
El logo de APEC Perú 2008 fue elaborado por el diseñador Nilton García Tejada, que en 2004 ganó un concurso convocado por el Ministerio de Relaciones Exteriores. El logo es una mezcla de modernidad e historia. Los colores rojo y blanco representan al Perú, y las formas recuerdan a Machu Picchu, reconocida como Patrimonio Cultural de la Humanidad y como una de las siete maravillas del mundo moderno.